# Edward Gould
Edward Gould (ur. w XIX wieku, zm. w XX wieku) – brytyjski kolarz torowy, złoty medalista mistrzostw świata.

## Kariera
Największy sukces w karierze Edward Gould osiągnął w 1897 roku, kiedy zdobył złoty medal w wyścigu za startu zatrzymanego amatorów podczas mistrzostw świata w Glasgow. W zawodach tych wyprzedził bezpośrednio Francuza Émile'a Ouzou oraz Duńczyka Andersa Tjæreby'ego. Był to jednak jedyny medal wywalczony przez Goulda na międzynarodowej imprezie tej rangi. Brytyjczyk nigdy nie wystartował na igrzyskach olimpijskich. 